# Lieven Vantieghem
Lieven Vantieghem is een Belgische politicus voor CD&V.

## Biografie
Vantieghem volgde zijn humaniora aan het Sint-Jan Berchmanscollege in Avelgem. Daarna studeerde hij in Antwerpen Toegepaste Economische Wetenschappen.
Hij ging in de gemeentepolitiek voor de CVP. Hij werd er in 1977 schepen van financiën. Na de volgende verkiezingen behield hij het mandaat en bleef schepen tot 1994. In 1995 werd hij burgemeester van  Avelgem. Hij werd in 2000, 2006 en 2012 telkens herkozen. Na 24 jaar stopte hij in 2019.
Hij werd ook ondervoorzitter van de Intercommunale Leiedal. Tevens was hij actief in de VVV Westvlaamse Scheldestreek en ERSV West-Vlaanderen.